# Копальні Ваді-Махрам
Копальні Ваді-Махрам — гірничорудні майданчики з видобутку хромітів, розташовані на півночі Оману за вісім десятків кілометрів на південний захід від Маскату.
На півночі Оману виявлені зазвичай невеликі, але численні родовища хромітів (є відомості, що в країні розробляли чи розробляють десятки хромітових рудників). У 2006 році компанія Gulf Mining and Materials узялась за розробку покладів у районі Ваді-Махрам, при цьому анонсована річна потужність проєкту первісно становила 60 тисяч тонн руди.
У 2010-му Gulf Mining ввела в дію збагачувальну фабрику, що може приймати 180 тисяч тонн руди на рік та випускати 55 тисяч тонн концентрату зі вмістом оксиду хрому від 24 % до 42 %.
Розробка родовищ ведеться відкритим способом.
З 2015-го виникла можливість спрямовувати продукцію на належний тій же Gulf Mining феросплавний завод в Сохарі.